# Saint-Philbert-de-Grand-Lieu

Localització de Saint-Philbert-de-Grand-Lieu

Saint-Philbert-de-Grand-Lieu (en bretó Sant-Filberzh-Deaz, en gal·ló Saent-Filber-Graund-Loeen) és un municipi francès, situat a la regió de país del Loira, al departament de Loira Atlàntic, que històricament ha format part de la Bretanya. L'any 2006 tenia 7.312 habitants. Limita amb els municipis de Bouaye, Saint-Aignan-Grandlieu, La Chevrolière, Saint-Colomban, La Limouzinière, La Marne, Machecoul, Saint-Lumine-de-Coutais i Saint-Mars-de-Coutais.

## Demografia
| Evolució de la població Ehess i INSEE |       |       |       |       |      |       |       |       |
| 1793                                  | 1800  | 1806  | 1821  | 1831  | 1836 | 1841  | 1846  | 1851  |
| -                                     | 2 032 | 1 934 | 2 135 | 3 200 | -    | 3 285 | 3 547 | 3 571 |

| 1856  | 1861  | 1866  | 1872  | 1876  | 1881  | 1886  | 1891  | 1896  |
| ----- | ----- | ----- | ----- | ----- | ----- | ----- | ----- | ----- |
| 3 606 | 3 672 | 3 699 | 3 761 | 3 883 | 3 893 | 3 974 | 3 947 | 3 980 |

| 1901  | 1906  | 1911  | 1921  | 1926  | 1931  | 1936  | 1946  | 1954  |
| ----- | ----- | ----- | ----- | ----- | ----- | ----- | ----- | ----- |
| 4 044 | 3 917 | 3 725 | 3 320 | 3 269 | 3 230 | 3 168 | 3 126 | 3 085 |

| 1962  | 1968  | 1975  | 1982  | 1990  | 1999  | 2006 | 2011 | 2016 |
| ----- | ----- | ----- | ----- | ----- | ----- | ---- | ---- | ---- |
| 3 239 | 3 341 | 3 633 | 4 255 | 5 159 | 6 253 | -    | -    | -    |

| 2019 | - | - | - | - | - | - | - | - |
| ---- | - | - | - | - | - | - | - | - |
| -    | - | - | - | - | - | - | - | - |

## Administració
| Període   | Identitat         | Partit |
| --------- | ----------------- | ------ |
| 1971-1995 | Claude Vincendeau |        |
| 1995-2001 | Michel Lepri      |        |
| 2001-2008 | Yvonnick Gilet    | UMP    |
| 2008-     | Monique Rabin     | PS     |